# Raio de Van der Waals
O raio de van der Waals é o raio de uma esfera sólida imaginária empregada para representar um átomo.
Os gases reais não se comportam exatamente como prevê o modelo de um gás ideal, havendo desvios consideráveis em alguns casos. Por exemplo, os gases ideais não apresentam transição de fase líquida ou sólida, independente da redução de temperatura ou incremento de pressão aos quais estão submetidos.
Uma das modificações da lei dos gases ideais propostas é a equação de estado de van der Waals, que introduz dois parâmetros a e b obtidos experimentalmente e que dependem da natureza do gás. O fator de correção b denominado volume de exclusão, faz referência tanto ao volume próprio dos átomos, como o volume circundante onde não pode haver outros porque nessa distância predominam as forças de repulsão entre os átomos do gás (forças de van der Waals).
Uma vez conhecido o volume de exclusão, obtido experimentalmente para ajustar a equação de van der Waals ao comportamento real do gás, o raio r pode ser obtido através da equação:
{\displaystyle b={\frac {16}{3}}\pi N_{a}r^{3}}
onde:
- Na é o número de Avogadro, e
- r é o raio de van der Waals.

## Tabela
| Grupo #       | 1             | 2             | 3      | 4  | 5  | 6     | 7  | 8  | 9  | 10     | 11     | 12     | 13     | 14     | 15     | 16     | 17     | 18     |  |  |
| Período       |               |               |        |    |    |       |    |    |    |        |        |        |        |        |        |        |        |        |  |  |
| 1             | H 120         |               |        |    |    |       |    |    |    |        |        |        |        |        |        |        |        | He 140 |  |  |
| 2             | Li 182        | Be 153        |        |    |    |       |    |    |    |        |        |        | B 192  | C 170  | N 155  | O 147  | F 147  | Ne 154 |  |  |
| 3             | Na 227        | Mg 173        |        |    |    |       |    |    |    |        |        |        | Al 184 | Si 210 | P 180  | S 180  | Cl 175 | Ar 188 |  |  |
| 4             | K 275         | Ca 231        | Sc 211 | Ti | V  | Cr    | Mn | Fe | Co | Ni 163 | Cu 140 | Zn 139 | Ga 187 | Ge 211 | As 185 | Se 190 | Br 185 | Kr 202 |  |  |
| 5             | Rb 303        | Sr 249        | Y      | Zr | Nb | Mo    | Tc | Ru | Rh | Pd 163 | Ag 172 | Cd 158 | In 193 | Sn 217 | Sb 206 | Te 206 | I 198  | Xe 216 |  |  |
| 6             | Cs 343        | Ba 268        | *      | Hf | Ta | W     | Re | Os | Ir | Pt 175 | Au 166 | Hg 155 | Tl 196 | Pb 202 | Bi 220 | Po 348 | At     | Rn 283 |  |  |
| 7             | Fr            | Ra            | **     | Rf | Db | Sg    | Bh | Hs | Mt | Ds     | Rg     | Uub    | Uut    | Fl     | Uup    | Lv     | (Uus)  | Uuo    |  |  |
|               |               |               |        |    |    |       |    |    |    |        |        |        |        |        |        |        |        |        |  |  |
| * Lantanídios | * Lantanídios | * Lantanídios | La     | Ce | Pr | Nd    | Pm | Sm | Eu | Gd     | Tb     | Dy     | Ho     | Er     | Tm     | Yb     | Lu     |        |  |  |
| ** Actinídios | ** Actinídios | ** Actinídios | Ac     | Th | Pa | U 186 | Np | Pu | Am | Cm     | Bk     | Cf     | Es     | Fm     | Md     | No     | Lr     |        |  |  |